# Góry Bardzkie

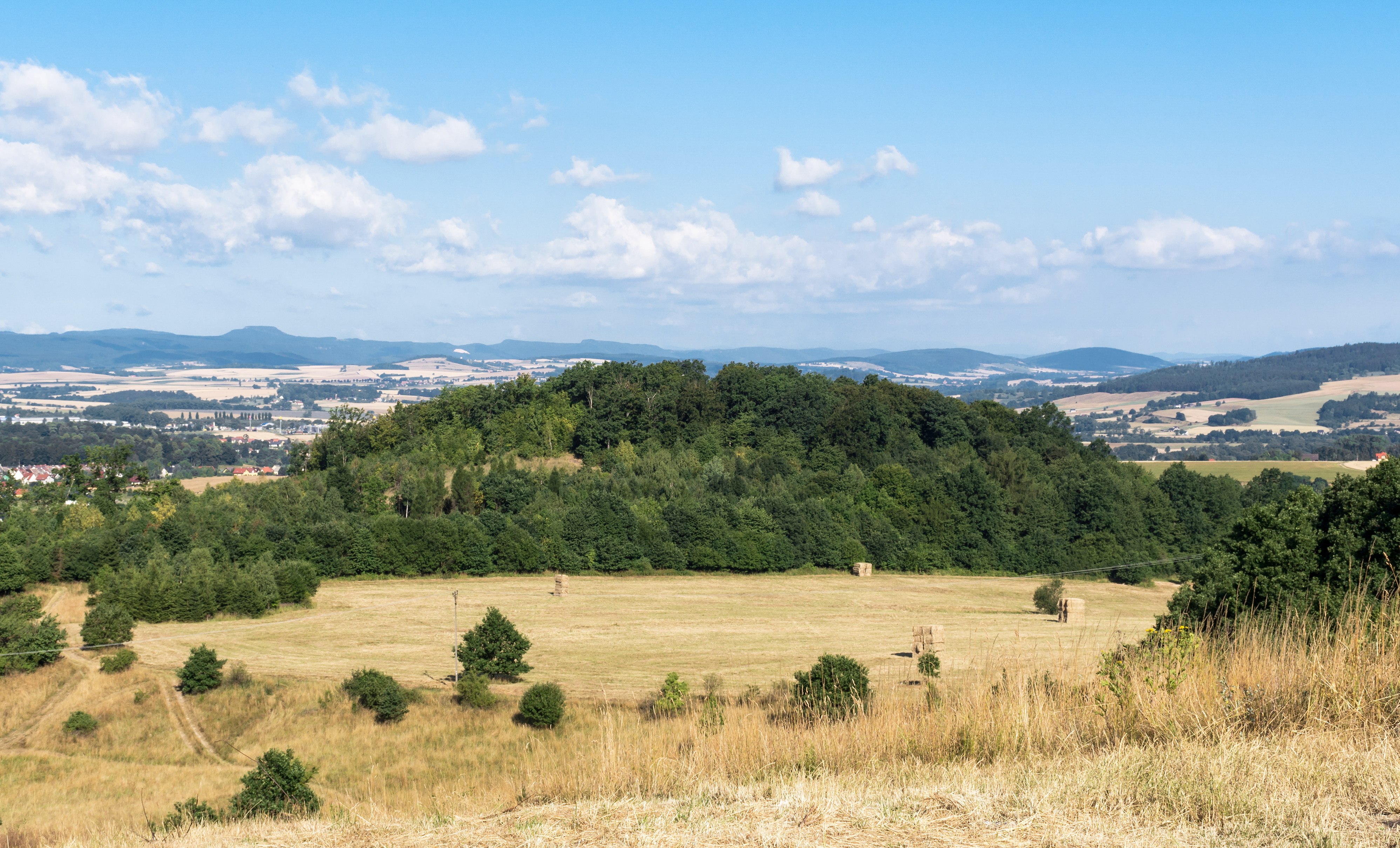
Szyndzielnia (431 m) w Górach Bardzkich

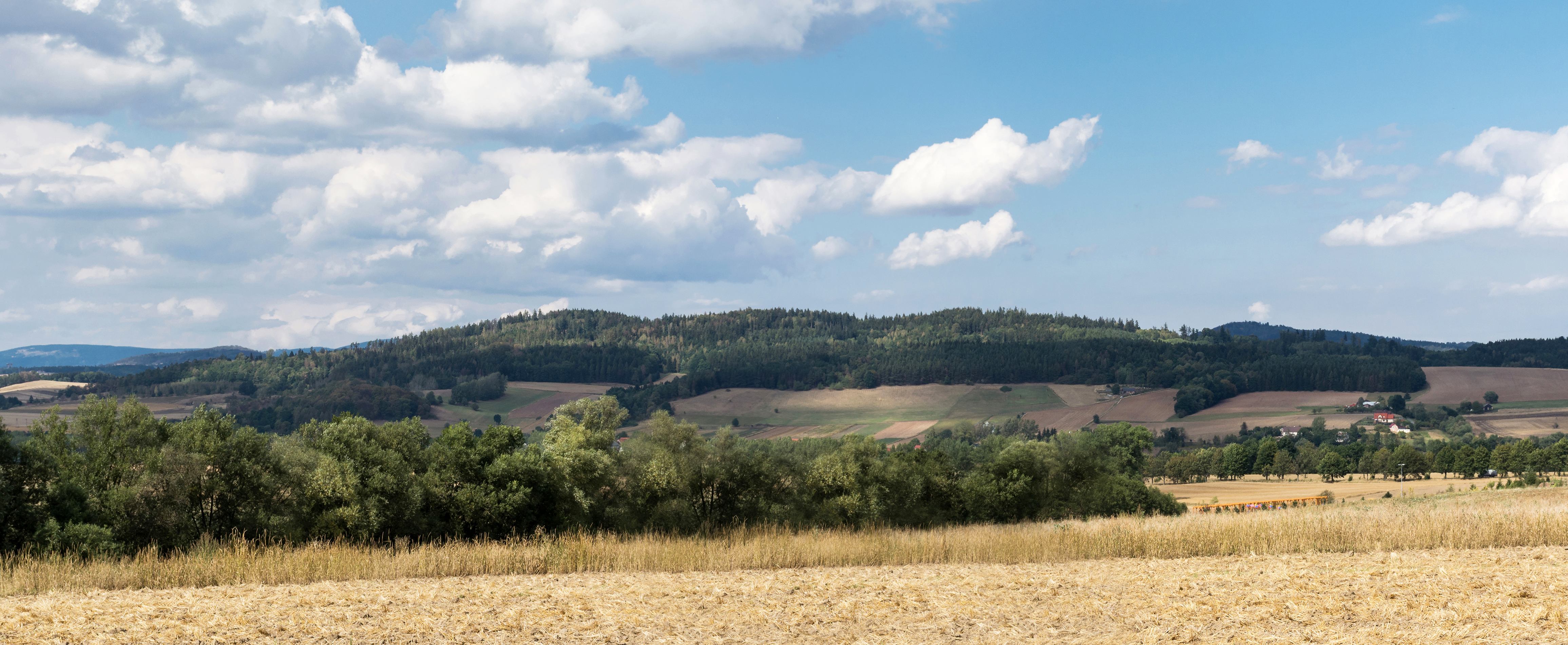
Pasmo Garb Golińca (524 m)

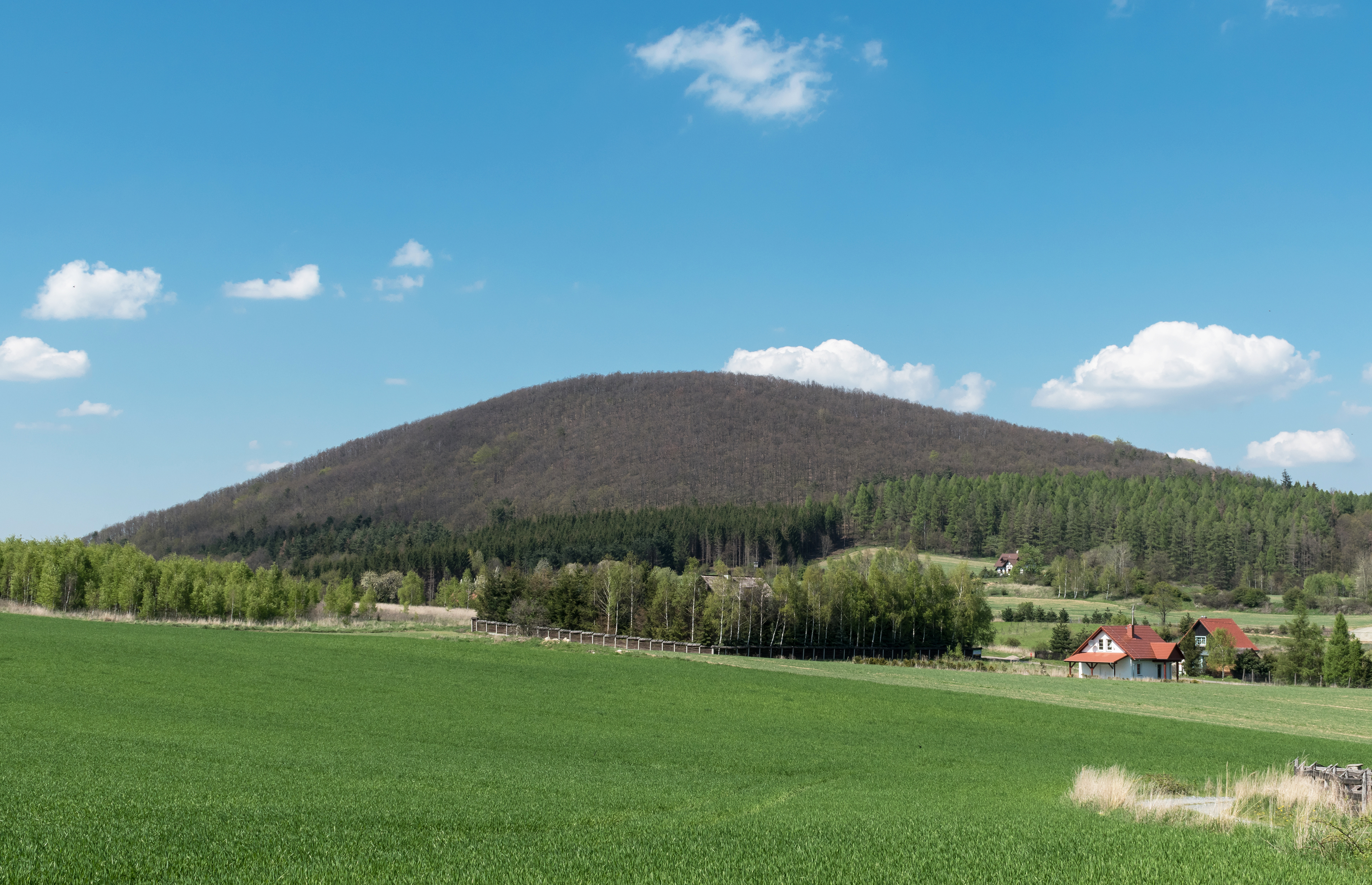
Wielka Grodowa Górka (516 m)

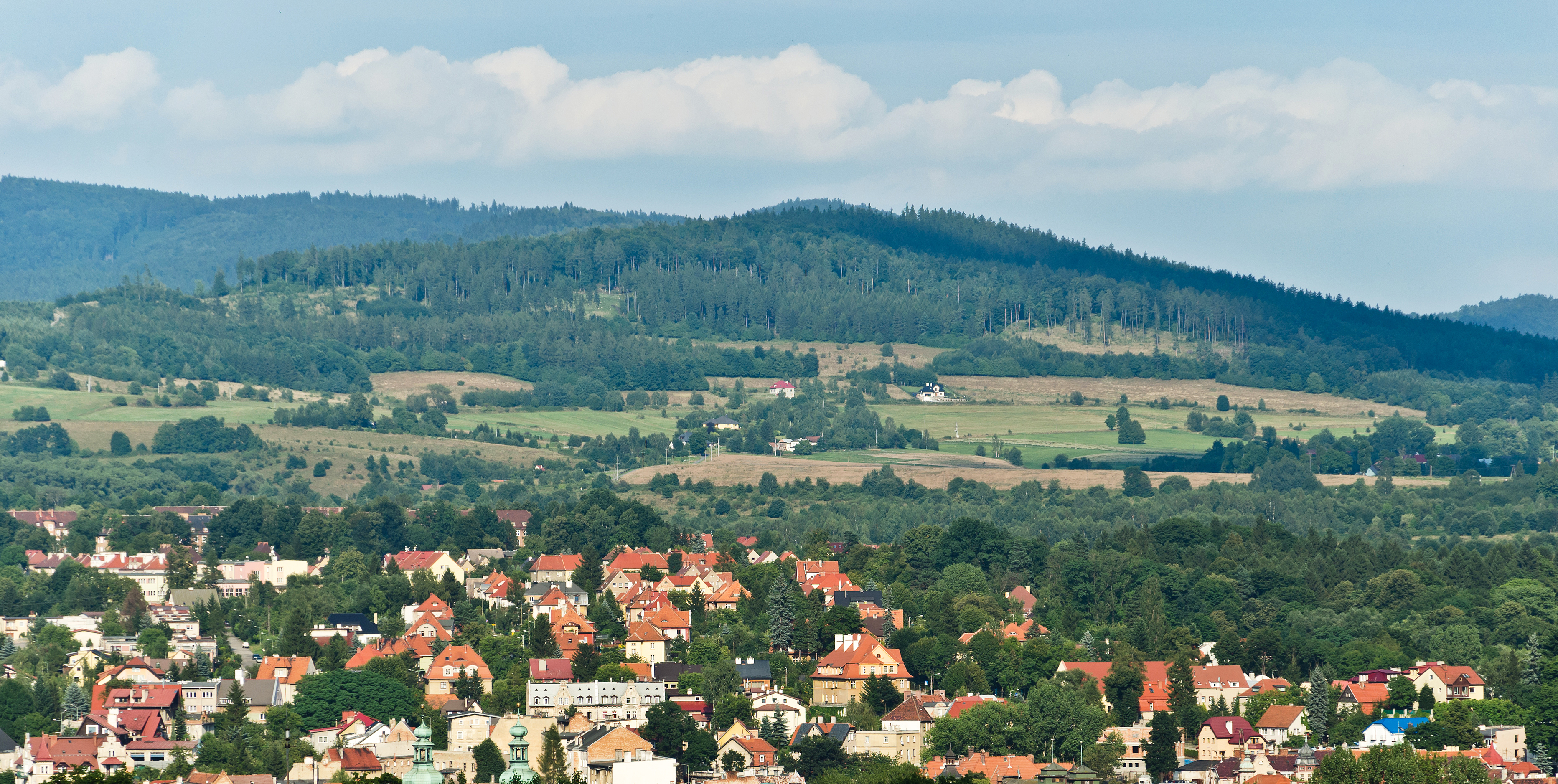
Kłodzka Góra (757 m)

Góry Bardzkie (niem. Warthagebirge, krótko po 1945 także: Góry Bardziańskie, 332.45) – pasmo górskie w Sudetach; najdalej wysunięte na wschód w Sudetach Środkowych. Długie na 20 km i szerokie od 6 do 10 km góry ciągną się od Przełęczy Srebrnej na północnym zachodzie po Przełęcz Kłodzką na południowym wschodzie. Na północnym wschodzie opadają wyraźnym uskokiem brzeżnym ku Przedgórzu Sudeckiemu, a na południowym zachodzie przechodzą łagodnie w obniżenie Kotliny Kłodzkiej. Na północnym zachodzie graniczą z Górami Sowimi, a na południowym wschodzie z Górami Złotymi. Całe pasmo o powierzchni ok. 200 km² rozdzielone jest antecedentnym przełomem Nysy Kłodzkiej – Przełomem Bardzkim – na dwie części: Grzbiet Zachodni i Grzbiet Wschodni.
Grzbiet Zachodni ma kształt szerokiego i niezbyt wysokiego masywu, najwyższą kulminację stanowi Kortunał (676 m n.p.m.). Grzbiet Wschodni jest wyższy i ma kształt pojedynczego, ostro zarysowanego pasma, najwyższą kulminację tworzy tu Szeroka Góra (765 m n.p.m.) i Kłodzka Góra (757 m n.p.m.) – które w linii prostej są oddalone zaledwie o 450 m, a dzieli je przełęcz pod Kłodzką Górą, będąca węzłem szlaków – i Ostra Góra (752 m n.p.m.). Na południe od Grzbietu Zachodniego znajduje się Obniżenie Łącznej oraz Garb Golińca – zbudowane z innych skał niż właściwe Góry Bardzkie. W północno-wschodniej części Wschodniego Grzbietu można wyróżnić kotlinowate Obniżenie Laskówki.
Góry Bardzkie są orograficznym przedłużeniem Gór Sowich, od których dzieli je Przełęcz Srebrna, ale w przeciwieństwie do nich są zbudowane ze skał sfałdowanych w orogenezie hercyńskiej.

## Budowa geologiczna
Jak wiele pasm Sudetów, Góry Bardzkie są górami zrębowymi o skomplikowanej budowie. Większość należy do struktury bardzkiej, natomiast niewielkie, skrajne partie zalicza się do bloku sowiogórskiego, niecki śródsudeckiej (rowu Czerwieńczyc), metamorfiku kłodzkiego i masywu kłodzko-złotostockiego. Od północy, od bloku przedsudeckiego, oddziela ją uskok brzeżny sudecki.
Zbudowane są ze starych paleozoicznych łupków kwarcowych, kwarcytów, piaskowców, zlepieńców, mułowców, łupków ilastych, łupków graptolitowych, łupków zmetamorfizowanych z wkładkami wapieni oraz wylewnych porfirów. Jak większość pasm w Sudetach są pozostałością po starych ruchach górotwórczych oraz późniejszej długiej erozji powstałych wtedy masywów. Poszczególne formacje skalne pochodzą z różnych epok: kambryjskiej, ordowickiej, sylurskiej, dewońskiej i dolnokarbońskiej. Jednostka podłoża waryscyjskiego, należąca do Sudetów Środkowych.
Niektóre skały występujące w Górach Bardzkich:
- ordowiku – kwarcyt,
- sylurze i dewonie dolnym – łupki graptolitowe,
- dewonie środkowym i górnym – łupki krzemionkowo-ilaste,
- karbonie – skały okruchowe (piaskowce, zlepieńce, iłowce) oraz skały żyłowe związane z masywem kłodzko-złotostockim. W tym samym okresie nastąpił metamorfizm kontaktowy wapieni w rejonie Podzamka.

## Rzeźba
Na przełomie trzeciorzędu i czwartorzędu nastąpiły ruchy górotwórcze zwane alpejskimi. W ich wyniku obszar południowo-zachodniej Polski został przecięty uskokiem brzeżnym sudeckim. Jego południowo-zachodnia strona uległa niewielkiemu wyniesieniu, a strona północno-wschodnia silnemu obniżeniu. Różnica wysokości wynosiła początkowo około 1000 m. Obecnie, ze względu na trwającą od milionów lat erozję, różnica ta jest obecnie znacznie mniejsza. W ten oto tektoniczny sposób powstały dzisiejsze Sudety, które zaliczane są do gór zrębowych (w odróżnieniu od gór fałdowych, takich jak np. Tatry, czy gór wulkanicznych). Kierunek fałdowań przebiega w poprzek do rozciągłości gór, wyznaczonej przez trzeciorzędowe uskoki, co sprawia, że mimo stosunkowo niewielkich wysokości bezwzględnych rzeźba terenu jest dosyć urozmaicona. Skomplikowana budowa znajduje odzwierciedlenie w rzeźbie terenu. Zbocza pocięte są licznymi, głębokimi dolinkami, a poszczególne szczyty wyraźnie zaznaczają się w linii grzbietowej. Stoki północno-wschodnie, związane z sudeckim uskokiem brzeżnym, są bardziej strome niż stoki od strony Kotliny Kłodzkiej, zajęte częściowo przez pola uprawne i osadnictwo wiejskie. Główny grzbiet jest porośnięty lasami regla dolnego.

## Klimat
Klimat dość łagodny – brak wysokogórskiego mikroklimatu.

## Miejscowości

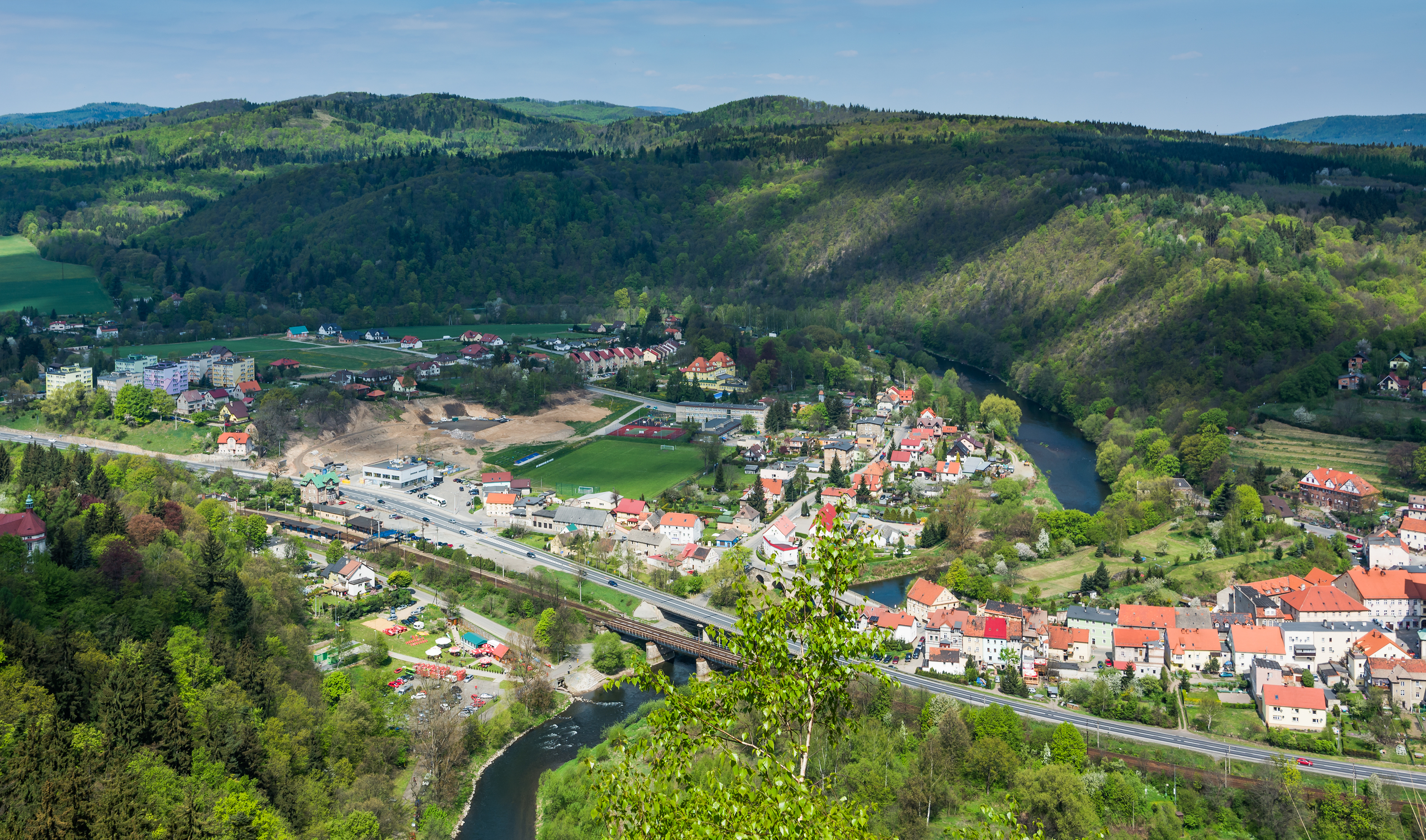
Widok z Bardzkiej Góry na Bardo

W Górach Bardzkich i ich bezpośredniej okolicy znajdują się następujące miejscowości:
miasta:
- Bardo, Ząbkowice Śląskie, Kamieniec Ząbkowicki, Srebrna Góra, Kłodzko

wsie
- Wojciechowice, Opolnica, Podzamek, Dębowina, Morzyszów, Wojbórz, Czerwieńczyce, Wilcza, Nowa Wieś Kłodzka, Mikołajów, Brzeźnica, Przyłęk, Mąkolno, Laski, Laskówka, Dzbanów, Janowiec, Dębowina, Budzów, Potworów, Jóźwików, Przyłęk, Ożary.

## Przełęcze
- Przełęcz Bardzka – 442 m n.p.m.
- Przełęcz Kłodzka – 483 m n.p.m.
- Przełęcz Podzamecka – 595 m n.p.m.
- Przełęcz Łaszczowa – 585 m n.p.m.
- Przełęcz Wilcza – 532 m n.p.m.
- Przełęcz Cisowa – 460 m n.p.m.
- Przełęcz Mikołajowska – 552 m n.p.m.
- Przełęcz Wilcze Rozdroże – 592 m n.p.m.

## Doliny potoków
- Grodzisk, Długi Potok, Przędnik, Laskówka, Jasionowiec, Bratniak, Kamiennik, Jodłownik, Wilcza, Piekiełko, Studew, Budzówka, Jaśnica, Młynówka[2].

## Ważniejsze szczyty
- Szeroka Góra – 765 m n.p.m.
- Kłodzka Góra – 757 m n.p.m.
- Ostra Góra – 752 m n.p.m.
- Słup – 667 m n.p.m.
- Wilcza Góra – 663 m n.p.m.
- Wilczak – 637 m n.p.m.
- Ostróg – 627 m n.p.m.
- Bardzka Góra (Kalwaria) – 583 m n.p.m.
- Buczek – 552 m n.p.m.

## Przyroda

### Fauna
Góry Bardzkie należą do części środkowosudeckiej, która charakteryzuje się brakiem gatunków karpackich i występowaniem w kierunku zachodnim coraz większej ilości gatunków alpejskich.
Z powodu znacznego zalesienia regionu w górach tych można spotkać typowo leśne gatunki zwierząt, takie jak jeleń, sarna, dzik, czy muflon sprowadzony tu z Korsyki. Inne występujące tu ssaki to na przykład lis, borsuk, popielica i orzesznica. Wśród ptaków najwięcej jest gatunków charakterystycznych dla lasów, np. sikora sosnówka, mysikrólik, pliszka górska, rudzik, dzięcioł, sroka. Wiele gatunków jest bardzo rzadkich: jarząbek, słonka, bocian czarny, trzmielojad, kobuz czy sóweczka i włochatka (charakterystyczne dla tajgi). Spotkać tu można świdrzyka karpackiego, do ciekawszych gatunków ślimaków występujących tu zalicza się również jeden z najmniejszych polskich ślimaków, świdrzyk stępiony. W pobliżu potoków spotkamy salamandrę plamistą, kilka gatunków żab, a na skałkach i łąkach żyje żmija zygzakowata, zaskroniec, padalec. Bardzo bogata jest fauna pajęczaków.

### Flora
Zbocza Gór Bardzkich pokryte są gęstymi lasami mieszanymi miejscami o charakterze naturalnym (rezerwaty cisów). W lasach Gór Bardzkich dominują wprowadzone sztucznie przez człowieka kultury świerkowe, które wyparły lasy liściaste i mieszane regla dolnego. Najsłabiej reprezentowane są lasy łęgowe. Dolnoreglowe lasy liściaste zachowały się tylko na niewielkich obszarach w trudno dostępnym terenie, rośnie tutaj las mieszany z przewagą buka i około 1200 okazów cisa pospolitego, w wieku od 110 do 300 lat, rzadziej starsze okazy, nawet do 600 lat, rosnące pojedynczo lub w małych skupiskach. Na terenie Gór Bardzkich rośnie najwyższe drzewo w Polsce. Jest to Daglezja zielona, której wysokość wynosi 59,4 m. Runo leśne jest tu stosunkowo ubogie. Z krzewów można spotkać wawrzynka wilczełyko, bluszcz pospolity, suchodrzew, jałowiec pospolity. Na zboczach masywu występują również: zespół żyznej buczyny sudeckiej, zespół jaworzyny z miesiącznicą trwałą, acydofilne dąbrowy podgórskie oraz grądy.
Łąki
Na łąkach Gór Bardzkich rzadko występuje uważany za symbol regionu pełnik europejski, zwany tutaj lokalnie różą kłodzką, a także gatunki chronione, np. częsty jest dziewięćsił bezłodygowy, miejscami spotkać można storczyki, listerę jajowatą, podkolan biały, kukułkę szerokolistną.
Roślinność naskalna
W Górach Bardzkich szczególnie bogata jest flora zarodnikowa, szczególnie wyróżniają się pod tym względem skałki, np. Obrywu Skalnego, Koguciej Ostrogi, w okolicach Janowca i Laskówki. Występują tam liczne gatunki mchów i wątrobowców oraz bogata lichenoflora. Na terenie gór wśród przedstawicieli mchów i wątrobowców występują również endemity, gatunki reliktowe.

### Rośliny chronione
Wiele z występujących w Górach Bardzkich roślin znajduje się pod ochroną, są to między innymi arnika górska, barwinek pospolity, cis pospolity, dziewięćsił bezłodygowy, goryczka orzęsiona, lilia złotogłów, parzydło leśne, śnieżyczka przebiśnieg, rosiczka okrągłolistna, storczyk męski, storczyk bzowy, widłak wroniec, widłak goździsty, wawrzynek wilczełyko, zimowit jesienny.

### Rezerwaty przyrody
- Cisy
- Cisowa Góra

### Ochrona lasu
Zakres ochrony lasu jest uzależniony od problemów, z jakimi boryka się gospodarka leśna. Podstawowym elementem z zakresu ochrony lasu jest walka z kornikiem drukarzem, nękającym drzewostany świerkowe i stanowiącym dla nich olbrzymie zagrożenie. Zwalczanie polega na stosowaniu różnego typu pułapek (wykłada się 3 do 4 tysięcy pułapek klasycznych, około tysiąca pułapek feromonowych).

## Turystyka

### Atrakcje

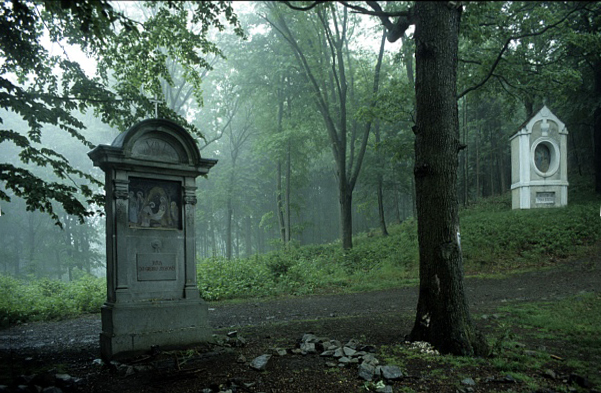
Kapliczki kalwaryjne na Bardzkiej Górze

- U stóp Gór Bardzkich leży Bardo, będące miastem szczególnie atrakcyjnym pod względem turystycznym. Sprzyja temu położenie nad przełomem Nysy Kłodzkiej oraz znajdujące się tu Sanktuarium Maryjne w kościele pod wezwaniem NMP z figurą Madonny Tronującej, a także pocysterski klasztor z muzeum sztuki sakralnej.
- Kalwaria na Bardzkiej Górze (582 m n.p.m.) nad Przełomem Bardzkim z barokową kaplicą górską NMP z 1619 ze skromnym wyposażeniem. Postawiono ją w miejscu, gdzie według tradycji w 1400 miała się objawić Matka Boża Płacząca. Obok skałka z odbitą stópką Matki Boskiej, przy której stoją kapliczki kalwaryjne.
- Obryw Bardzki – osuwisko na zboczu Kalwarii pozostałość po olbrzymim osuwisku, które 24 sierpnia 1598 zablokowało koryto Nysy Kłodzkiej grożąc zatopieniem Barda. Na górnej krawędzi urwiska stoi krzyż.
- Kamienny most na Nysie Kłodzkiej, wzniesiony w latach 1516–1589, gruntownie przebudowany w początku XX w. Murowany, czteroprzęsłowy, przesklepiony kolebką. Filary wzmocnione ostrogami od strony nurtu rzeki, balustrady płaskie bez ozdób.
- Na granicy z Górami Sowimi – na Przełęczy Srebrnej – znajdują się słynne pruskie forty (Twierdza Srebrna Góra), oraz imponujące swoją wysokością wiadukty kolejowe (nieczynne).
- Droga krzyżowa, która prowadzi na szczyt Bardzkiej Góry.
- Różańcowa – góra z zabytkowymi kapliczkami różańcowymi z XVIII i XIX w.
- Resztki fortu o nazwie Szwedzkie Szańce z 1813 na Pańskiej Górze.
- Mosty kolejowe - pozostałości po rozebranej kolejce zębatej na ścieżce dydaktycznej Zębata. Ciekawe wystąpienie sylyrskich i ordowickich łupków.

### Szlaki turystyczne
piesze
- przez szczytowe partie Gór Bardzkich prowadzi niebieski Europejski Szlak Długodystansowy E-3
- odcinek: Przełęcz Kłodzka – Kłodzka Góra -Bardo – Srebrna Góra
- Bardo – Ząbkowice Śl. (pielgrzymkowy)
- Bardo – Złoty Stok – Radochów
- odcinek: Kłodzko – Kłodzka Góra

rowerowe
- – pętla o dł. 24,8 km prowadzi przez: Bardo – Opolnica – Wilcza – Przeł. Wilcza – Żdanów – Wilcze Rozdroże – Przeł. Srebrna – Nowa Wieś Kłodzka – Czerwieńczyce – Wojbórz – Opolnica – Bardo.
- – pętla o dł. 43,8 km prowadzi: Górami Bardzkimi i Złotymi przez Bardo, Przełęcz Łaszczową, Przełęcz Kłodzką, Przełęcz Chwalisławską, Chwalisław, Laski, Laskówkę, Janowiec, Bardo.
- – pętla wokół rezerwatu przyrody Cisy o dł. ok. 11,8 km. Prowadzi przez Bardo, Opolnicę, Brzeźnicę, Bardo.
- – trasa wokół Kalwarii o dł. ok. 17,6 km.

### Odznaki turystyczne
Istnieje odznaka turystyczna powiązana ze zdobywaniem najwyższych szczytów tego pasma górskiego. Odznaka Korona Gór Bardzkich ustanowiona przez Klub Zdobywców Koron Górskich RP (KZKG RP) przyznawana jest za zdobycie określonych 10 szczytów tego pasma górskiego.

### Komunikacja
Wzdłuż przełomu Nysy Kłodzkiej prowadzi międzynarodowy szlak kolejowy z Wrocławia przez Kłodzko do Czech, powyżej dna doliny przez położone u wylotu przełomu miasteczko Bardo, przebiega międzynarodowa droga E67 (droga krajowa nr 8), a przez Przełęcz Kłodzką prowadzi droga krajowa nr 46. Obie drogi łączą Kłodzko z autostradą A4.